# 전신염증반응증후군

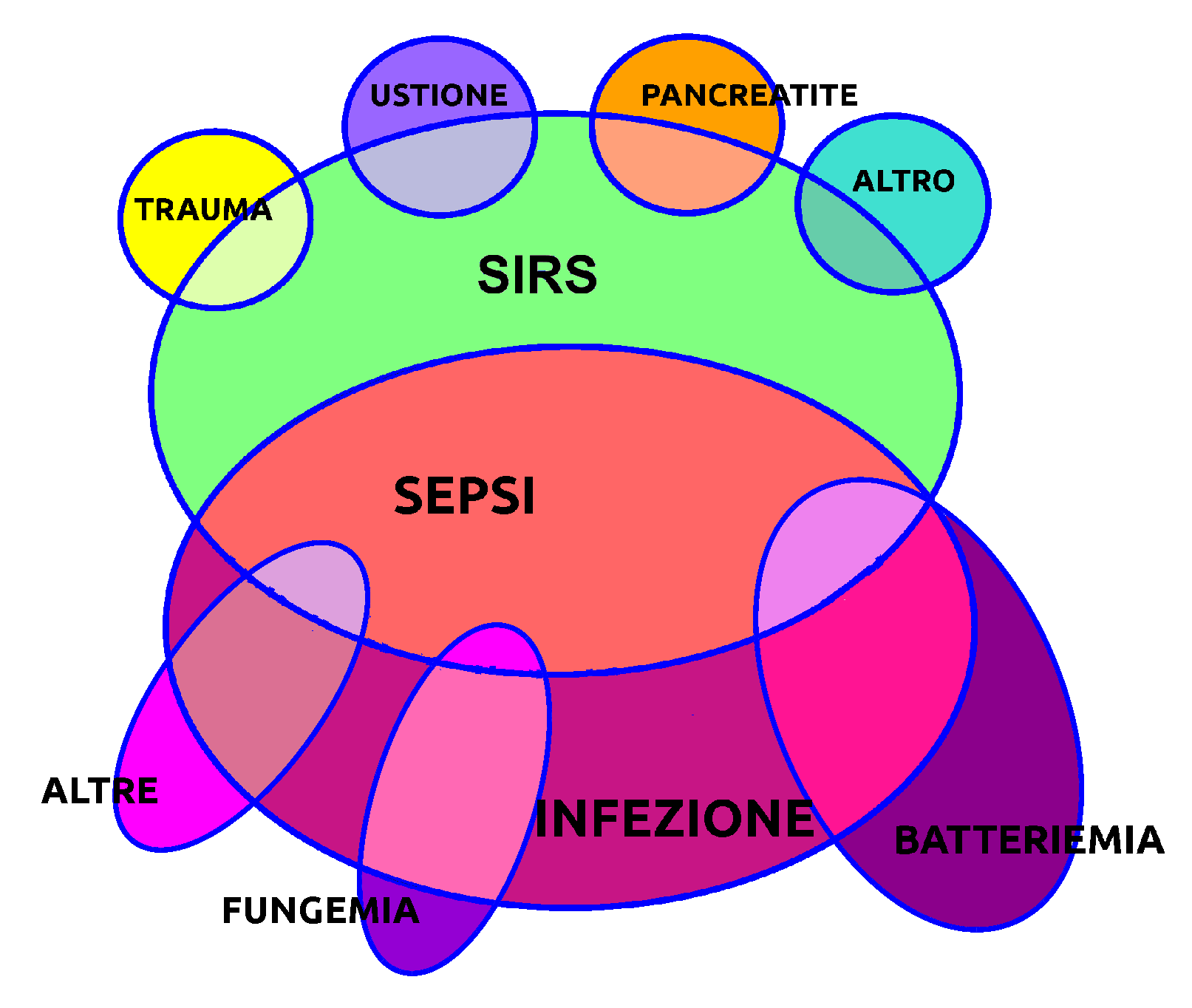
전신염증반응증후군에 대한 원형 중첩 색상 다이어그램 그림

전신염증반응증후군(全身炎症反應症候群, 영어: systemic inflammatory response syndrome, SIRS)은 면역학에서 전신에 영향을 미치는 염증 상태이다. 이는 감염성 또는 비감염성 손상에 대한 신체의 반응이다. 전신염증반응증후군의 정의에서는 "염증" 반응이라고 하지만, 실제로는 염증 촉진 요소와 항염증 요소를 가지고 있다.

## 같이 보기
- 염증